# Elisabeta de Boemia (1292–1330)
Elisabeta de Boemia, numită și Elisabeta Přemyslovna (în cehă: Eliška Přemyslovna; n. 20 ianuarie 1292, Praga – d. 28 septembrie 1330, Praga) aparținând dinastiei Přemyslid, a fost  regină a Boemiei prin căsătoria cu Ioan de Luxemburg și mama împăratului Carol al IV-lea.

## Biografia
Prințesa Elisabeta a fost fiica lui Venceslau al II-lea, regele Boemiei și al Poloniei, și a soției sale, Iudita de Habsburg. Ea si-a pierdut mama când avea doar cinci ani. Mama ei vitregă, Elisabeta Richza a Poloniei, care era doar cu șase ani mai în vârstă decât ea, nu a acceptat-o niciodată. După moartea tatălui ei și uciderea lui Venceslau al III-lea, fratele ei, Elisabeta s-a aflat o perioadă de timp la mătușa ei, Cunigunda Přemyslovna care era stareță a Mănăstirii Sf. Gheorghe în Cetatea din Praga. Elisabeta avea toate caracteristicile ultimelor generații ale Casei Přemyslid: avea ambiții foarte puternice, o încredere excesivă în sine, era plină de spirit și impetuoasă. Elisabeta a acceptat faptul că sora ei mai mare, Anna, soția ducelui Henric de Carintia, a preluat moștenirea paternă însă nu a  înțeles de ce Henric a renunțat la tronul Boemiei fugind din calea ducelui austriac Rudolf (care s-a căsătorit ulterior cu mama ei vitregă, Elisabeta Richza). După moartea lui Rudolf și întoarcerea lui Henric la Praga, Elisabeta a acceptat oferta nobilimii și a clerului boem de a se căsători cu un ipotetic conducător.

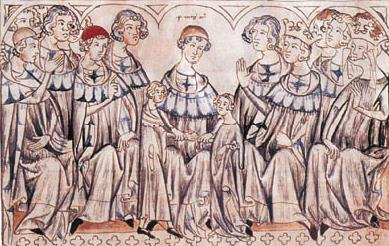
Nunta lui Ioan de Luxemburg cu Elisabeta de Boemia (Přemyslovna) în Speyer 1310

În 1309 Elisabeta a fugit de la curtea regală pentru a evita căsătoria planificată de cumnatul ei cu Otto de Bergow. Începând de atunci căsătoria Elisabetei a fost subiectul principal al adversarilor regelui, care îi căutau un soț în străinătate. În 1310 Elisabeta a participat la adunarea care trebuia să decidă candidatura lui Ioan de Luxemburg la tronul Boemiei. Tânăra de optsprezece ani a fost de acord cu oferta făcută de mai mulți reprezentanți boemi de a se căsători cu fiul regelui romano-german Henric al VII-lea, care urma să preia moștenirea tatălui ei: Regatul Boemiei. La jumătatea lunii august Elisabeta a plecat spre Speyer unde în septembrie 1310 s-a căsătorit cu Ioan de Luxemburg, în vârstă de doar paisprezece ani. Ea s-a întors împreună cu soțul ei la Praga în decembrie același an, iar sora ei Anna și cumnatul ei, Henric, au fost obligați să plece în exil în Carintia pentru tot restul vieții lor.
Pe 7 februarie 1311 tinerii soți au fost încoronați și astfel dinastia de Luxemburg a ajuns la putere în Boemia. Elisabeta a încercat să urmeze modelul de cârmuire al tatălui ei. Atitudinea față de opoziție a fost la fel de importantă și de dificilă cum fusese și pentru mama ei, Iudita de Habsburg. La mijlocul celei de-a doua jumătăți a secolului al XIV-lea nobilimea avea deja alte mijloace de a forța conducătorii să facă compromisuri. Opiniile contradictorii asupra exercitării puterii au dus în cele din urmă nu numai la o criza conjugală, ci și la un război civil în țară.
La presiunea exercitată de Elisabeta, soțul ei l-a închis pe purtătorul de cuvânt al nobilimii boeme, Henric de Lipá, care devenise mult prea încrezător în sine. Aceasta a dus la un război care aproape l-a costat tronul pe Ioan de Luxemburg. Abia în 1318 prin încheierea Păcii de la Domažlice țara s-a liniștit și Ioan a acceptat poziția nobilimii. Elisabeta nu a aprobat acest pas și s-a revoltat împotriva soțului său. Se spune că Ioan a pedepsit-o trimițându-l pe fiul ei cel mare, viitorul împărat Carol al IV-lea, la curtea franceză pentru a-și continua educația, însă acest lucru era de fapt în totală concordanță cu tradiția Casei de Luxemburg.

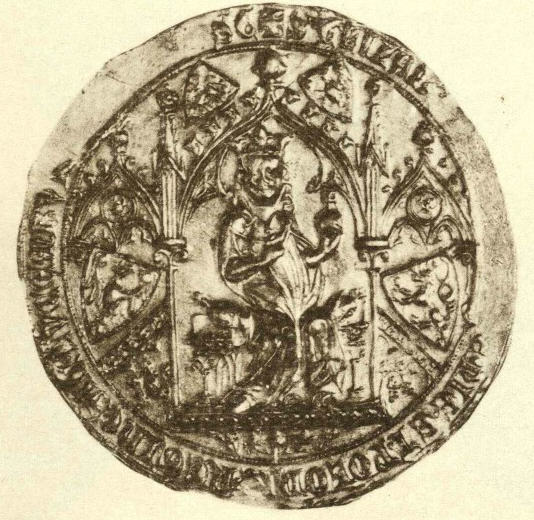
Sigiliul Elisabetei de Boemia

Relația dintre Elisabeta și Ioan a fost dificilă deoarece aveau caractere și scopuri diferite. În 1323 Elisabeta a născut în Bavaria doi copii gemeni, ultimii dintre cei șapte copii ai ei. Regina se afla în Bavaria deoarece fusese forțată să plece în exil. I s-a permis să se întoarcă în Boemia abia în primăvara anului 1325 și doi ani mai târziu a luat parte la „devotamentul feudal” (omagiul feudal) al ducilor din Silezia față de regele boem - ultimul eveniment politic la care ea a participat. Elisabeta trăia însă într-o singurătate deplină, separată de soțul care își îndeplinea îndatoririle în Europa, și de copiii care locuiau deja în diferite case regale sau ducale. Situația ei financiară din ce în ce mai precară nu îi mai permitea să întrețină o curte și nici să întemeieze mănăstiri, așa cum obișnuiau reginele la acea vreme. Elisabeta s-a străduit să imortalizeze memoria Casei de Přemyslid. Cu toate acestea, dorința de a o canoniza pe străbunica sa, Agnes de Boemia, s-a realizat abia în 1989.
Elisabeta a murit pe 28 septembrie 1330 la vârsta de treizeci și opt de ani, la Vyšehrad și a fost înmormântată lângă tatăl ei în Mănăstirea Zbraslav.

## Căsătorie și descendenți
Elisabeta de Boemia s-a căsătorit cu Ioan de Luxemburg (1296–1346) în 1310 în Speyer. Din căsătoria lor au rezultat șapte copii:
- Margareta (n. 8 iulie 1313 – d. 11 iulie 1341), căsătorită în 1328 cu Henric al XIV-lea (1305–1339), duce al Bavariei de Jos;
- Jutta (n. 20 mai 1315 – d. 11 septembrie 1349), căsătorită în 1332 cu Ioan al II-lea (1319–1364), duce al Normandiei și din 1350 rege al Franței;
- Carol al IV-lea (n. 14 mai 1316 – d. 29 noiembrie 1378), împărat al Sfântului Imperiu Roman;
- Ottokar (n. 22 noiembrie 1318 – d. 20 aprilie 1320);
- Ioan Henric (n. 12 februarie 1322 – d. 12 noiembrie 1375), margraf al Moraviei, căsătorit în 1330 cu Margareta Maultasch, contesă a Tirolului;
- Anna (n. 27 martie 1323 – d. 3 septembrie 1338), căsătorită în 1335 cu Otto cel Vesel, duce al Austriei;
- Elisabeta (n. 27 martie 1323 – d. 1324), sora geamănă a Annei.